# Назаренко Віктор Олександрович
Ві́ктор Олекса́ндрович Наза́ренко (*5 березня 1956, Мінськ, СРСР) — радянський та український офіцер, голова Державної прикордонної служби (23 жовтня 2014 року — 25 липня 2017 року), генерал армії України запасу. Доктор військових наук, кандидат психологічних наук. Учасник війни в Афганістані та конфлікту щодо острова Тузла.
З 25 липня 2017 року по 18 травня 2019 року — Радник Президента України.

## Біографічні відомості
Віктор Назаренко народився у Мінську.
У 1977 році закінчив Львівське вище військово-політичне училище, після чого протягом шести років проходив службу у Львівському прикордонному загоні Західного прикордонного округу на посадах заступника начальника та начальника прикордонних застав.
З 1983 по 1986 рік навчався у військовій академії імені Фрунзе. Після закінчення академії проходив службу в Середньоазіатському прикордонному окрузі, брав участь у бойових діях в Афганістані як начальник мотоманевреної групи. Згодом обіймав посади заступника начальника штабу — начальника відділення штабу, начальника штабу — заступника начальника прикордонного загону.
З 1992 по 1994 рік виконував функції начальника штабу Львівського прикордонного загону Прикордонних військ України. Протягом 1994—1995 років — начальник окремого контрольно-пропускного пункту «Прикарпаття». У 1995—1998 роках обіймав посаду заступника начальника штабу Північно-Західного управління Прикордонних військ України, після чого, протягом двох років, був начальником оперативно-військового відділу Південного напряму Прикордонних військ України. У 1999 році Віктору Назаренку присвоєно вище військове звання «генерал-майора».
У 2000 році призначений на посаду командувача військ Кримського напряму, яку обіймав протягом двох років, після чого продовжив службу на аналогічній посаді Азово-Чорноморського напряму. Після реорганізації Прикордонних військ у Державну прикордонну службу України, автоматично обійняв посаду начальника Азово-Чорноморського регіонального управління ДПСУ.
За організацію охорони та оборони о. Коса Тузла нагороджений орденом Богдана Хмельницького III ст.
З 2004 по жовтень 2014 року обіймав посади в Департаменті охорони державного кордону Адміністрації Державної прикордонної служби України.
У жовтні 2014 року призначений на посаду першого заступника Голови Державної прикордонної служби України — директора Департаменту охорони державного кордону.
23 жовтня 2014 року призначений Головою Державної прикордонної служби України.
27 травня 2015 року Віктору Назаренку присвоєне військове звання «генерал-полковника».
Доктор військових наук із спеціальності «Охорона державного кордону», кандидат психологічних наук із спеціальності «Психологія діяльності в особливих умовах».
25 липня 2017 року присвоєне звання Генерала армії України.
25 липня 2017 року призначений Радником Президента України, 18 травня 2019 року увільнений від виконання обов'язків.
Національне антикорупційне бюро України із травня 2017 року проводило досудове розслідування у рамках кримінального провадження за ч. 3 ст. 368-2 КК України за фактами можливого незаконного збагачення колишнього голови ДПСУ Віктора Назаренка.

## Нагороди
- Орден Богдана Хмельницького I ступеня (2 травня 2019) — за значний особистий внесок у справу охорони державного кордону, захист суверенітету та територіальної цілісності України та з нагоди Дня прикордонника[9]
- Орден Богдана Хмельницького II ступеня (24 травня 2011) — за вагомий особистий внесок у справу охорони державного кордону, забезпечення захисту державного суверенітету та територіальної цілісності України, зразкове виконання військового обов'язку[10]
- Орден Богдана Хмельницького III ступеня (20 грудня 2003) — за особливі заслуги у захисті державного суверенітету, територіальної цілісності, обороноздатності і безпеки України, мужність і високий професіоналізм, проявлені при виконанні службових обов'язків[11]
- Медаль «Захиснику Вітчизни»
- Орден Червоної Зірки
- Медаль «За бойові заслуги»
- Медаль «За відзнаку в охороні державного кордону СРСР»
- Медаль «60 років Збройних Сил СРСР»
- Медаль «70 років Збройних Сил СРСР»
- Медаль «За бездоганну службу» I ступеня (СРСР)
- Медаль «За бездоганну службу» II ступеня (СРСР)
- Медаль «За бездоганну службу» III ступеня (СРСР)
- Нагрудний знак «Воїну-інтернаціоналісту»
- Медаль «Воїну-інтернаціоналісту від вдячного афганського народу»